# Список команд DOS
Дана стаття являє собою список команд, що використовується в операційних системах x86 DOS.  Інші операційні системи DOS не є частиною списку.
В  ПК операційні системи MS-DOS і PC-DOS стандартні  команди були надані для спільних завдань, таких як перегляд файлів на диску або їх переміщення. Деякі команди були перебудовані в командний інтерпретатор, інші існували як зовнішні команди для диску. За кілька поколінь DOS, були додані команди для додаткових функцій операційної системи. У поточному Microsoft Windows операційної системи, текстовий режим  командного рядка все ще може бути використаний.

## Обробка команд
Інтерпретатор команд для DOS працює, коли не запущено жодних прикладних програм.  Якщо при виході з програми перехідна частина командного інтерпретатора в пам'яті була переписана, DOS перезавантажить його з диска. Деякі команди є внутрішніми, вони вбудовані в COMMAND.COM; інші зовнішні команди, збережені на диску. Коли користувач друкує символи в командний рядок операційної системи, COMMAND.COM буде намагатись розібрати рядок і знайти відповідність між введеною та вбудованою командами або з іменем виконуваного файлу програми, або  пакетного файлу на диску. Якщо збіг не знайдено, з'являється повідомлення про помилку, друкується і командний рядок оновлюється.
Зовнішні команди були занадто великі, щоб тримати їх в командному процесорі або рідко використовувались. Такі допоміжні програми зберігатимуться на диску і будуть завантажуватись як звичайні програми, але розширені операційною системою. Копії цих програмних команд повинні бути на поточному або доступному диску, або в  шлясі команди, що встановлений в командний інтерпретатор.

У наведеному нижче списку - команди, які можуть приймати більше одного параметра (імені файлу), включаючи маски (* і ?), описуються як такі, що приймають  filespec   (специфікацію файлу) параметр. Команди, які можуть приймати тільки один файл, описуються як такі, що приймають  filename   параметр. Крім того, параметри командного рядка, або інші рядки параметрів, можуть бути поставлені в командному рядку. Символи (включаючи пусті), такі як "/" або "-" можуть бути використанні, щоб командний процесор міг розкласти командний рядок на імена файлів( filename  ), специфікації файлів( filespec  ) та інші варіанти.
Командний інтерпретатор зберігає всі параметри, що передаються до команди, а й самі імена файлів та команд нечутливі до регістру.
У той час як багато команд однакові в багатьох системах DOS (MS-DOS, PC-DOS), деякі відрізняються в синтаксисі командн або іменах.

## DOS команди
Неповний список найпоширеніших команд для MS-DOS наведено нижче.

### APPEND
Показує або встановлює шлях пошуку для файлів даних.

### ASSIGN
Команда перенаправляє запити дискових операцій з одного диску на інший. Також може відображати розмітку диску або скинути всі букви розмітки до початкових. Команда доступна в MS-DOS 5.00.

### ATTRIB
ATTRIB змінює або показує атрибути одного або декількох файлів. За замовчуванням це відображення атрибутів всіх файлів в поточному каталозі. Атрибути файлів включають в себе read-only атрибут(тільки для читання), архівні, системні і приховані атрибути. Команда має можливість обробляти цілі папки і підпапки файлів.

### BACKUP/RESTORE
Ці команди використовують для  резервного копіювання і відновлення файлів із зовнішнього диска. Вони з'явилися у версії 2, і як і раніше PC DOS 5 і MS-DOS 6. В DOS 6, вони були замінені розширеними командами (CPBACKUP, MSBACKUP), що дозволило відновлювати файли в різних місцях.

### BASIC і BASICA
Реалізація BASIC для ПК. Основна мова, що широко використовувалась на операційних системам на 8- і 16-бітних машин, які були зроблені в 1980-х роках.
Комп'ютери IBM мали BASIC 1.1 в ПЗП, а версії IBM використовував код в ROM-BASIC, що надавало додаткову пам'яті в області коду. BASICA останній раз з'явився в IBMDOS 5.02, а в OS/2 (2.0 і пізніше), версія, що мала ROMBASIC перенесена в код програми.
Microsoft випустила GW-BASIC для машин з не-ROM BASIC.
BASIC вийшов з використання після MS-DOS 4, і PC DOS 5.02. OS / 2 (яка використовує PC DOS 5) має його, у той час як NT (MS-DOS 5) немає.

### CALL
Враховуючи ім'я пакетного файлу та параметри запуску, CALL викликає одну пакетну програми з іншої. Новий контекст пакетного файлу створюється з вказаними аргументами і управління передається після вказаної специфікації.

### CD і CHDIR
CHDIR (або альтернативна назва CD) відображає або змінює поточний робочий каталог.

### CHCP
Команда показує або змінює активну  сторінку Windows коду, використовується для відображення  елементів письма в консольному вікні.

### CHKDSK
CHKDSK перевіряє вміст сховища (наприклад,  твердого диска,  розділу диска або дискети) для цілісності файлової системи. Команда має можливість виправити помилки на томі і відновити інформацію з пошкодженого  сектора на томі.

### CHOICE
Команда CHOICE використовується в  пакетних файлах, щоб користувач міг вибрати один елемент зі списку односимвольних елементів. Команда CHOICE була введена як зовнішня команда з MS-DOS 6.0;  Novell DOS 7 і PC DOS 7.0. Більш ранні версії DR-DOS підтримують цю функцію за допомогою вбудованої команди switch або починають команду зі знаку питання.  Ця команда раніше називалася YNC (так-ні-скасувати, англ. yes/no/cancel). 

### CLS
Команда CLS або CLRSCR очищає екран терміналу.

### COPY
Копіює файли з одного місця в інше. Копія за замовчуванням створюються у поточному каталозі. Якщо вказано кілька файлів, місце для копіювання повинно бути вказаним (і бути каталогом) або в результаті команди виникне помилка. COPY має можливість об'єднювати файли. Команда може копіювати в текстовому або двійковому виді; у текстовому режимі ,copy зупиниться, коли досягається символ EOF; у двійковому режимі, файли будуть об'єднані в повному обсязі, ігноруючи EOF символи.
Файли можуть бути скопійовані не тільки до каталогів. Наприклад,  copy filename con виводить вміст filename на екран (консоль). Також  copy con  file   приймає текст, введений в консолі і зберігає його у ФАЙЛ, зупиняючись, коли введено символ EOF (Ctrl+Z).

### DATE
Відображає системну дату і дає змогу користувачеві ввести нову дату. Доповнення команди TIME.

### DEFRAG
Команда має можливість аналізувати фрагментацію файлів на диску та зробити дефрагментацію. Команда називається DEFRAG в MS-DOS / PC DOS і diskopt в DR-DOS.

### DEL і ERASE
DEL (або альтернативна форма ERASE) використовується для видалення одного або декількох файлів.

### DELTREE
Видаляє каталог разом з усіма файлами і підкаталогами, які він містить. Як правило, вона буде просити підтвердження потенційно небезпечних дій.
 DELTREE  Команда працює в деяких версіях  операційних систем Microsoft Windows і  DOS Microsoft . Ця команда доступна тільки у версіях MS-DOS 6.0 і вище, а також в  Microsoft Windows 9x. В  Microsoft Windows NT таку функцію виконують команди  Rd  або Rmdir , які мають трохи інший синтаксис.  DELTREE  застаріла для Windows 7.

### DIR
Команда DIR виводить на екран вміст каталогу, що включає в себе мітку тому диска і серійний номер; один каталог або ім'я файлу в рядку, включаючи розширення файлу, розмір файлу в байтах, а також дату і час останньої зміни файлу; загальну кількість файлів у списку, їх сукупний розмір і вільний простір (в байтах), що залишився на диску. Команда є однією з небагатьох, які існують з перших версій DOS. Команда може відображати файли в підкаталогах. В результаті список каталогів може бути відсортованим за різними критеріями і файли можуть відображатися у вибраному форматі.

### ECHO
Команда ECHO друкує свої аргументи у виді рядка символів в стандартний потік виведення. Як правило, це означає безпосередньо на екран, але вихідні дані можуть бути перенаправлені, як і будь-яка інша команда, до файлів або пристроїв. Часто використовується в  пакетних файлах для друку тексту до користувача.

### EDIT
EDIT - повноекранний текстовий редактор, що входить до MS-DOS 5 і 6, OS/2 і Windows NT 4.0 Відповідна програма використовується в ОС Windows 95 та пізніших версіях, у W2k - EDIT v2.0. PC DOS 6 та наступні версії використовують DOS Е редактор, а в DR-DOS використовується редактор версії 7.

### EXE2BIN
Перетворює виконуваний (.exe) файл в двійковий файл з  розширенням .com
Розмір коду і даних, об'єднаних на вході .EXE файлу повинен бути меншим, ніж 64 Кбайт. 

### EXIT
Вихід з поточного командного процесора. Якщо вихід використовується в початковій команді, він не має ніякого ефекту, якщо у вікні DOS під Microsoft Windows, в цьому випадку вікно буде закрито і користувач повертається на робочий стіл.

### FIND
В програмуванні  find   є  командою в інтерпретаторі командного рядка в MS-DOS, OS/2 і Microsoft Windows. Вона використовується для пошуку певного текстового рядка в одному або  декількох файлах. Команда виводить зазначені рядки в стандартний пристрій виводу.
```
''FIND'' [/V] [/C] [/N] [/I] "текст" [[Диск:][path]назва файлу[...]]

```

Аргументи:
- "текст" Це аргумент командного рядка, що визначає, який рядок потрібно знайти.
- [Диск:][path]Назва файлу Вказує назву файлу, в якому виконуватиметься пошук.

Мітки:
- /V Відображає всі рядки, які НЕ містять шуканого.
- /C Відображає лише кількість рядків, що містять шуканий рядок.
- /N Відображає рядок разом з його номером.
- /I Ігнорує регістр символів при пошуку рядка.

### FOR
Цикл FOR може бути використаним для обробки файлу або виведення команди.

### FORMAT
Видаляє FAT записи і кореневий каталог на диску/розділі і переформатовує його в MS-DOS. У більшості випадків, це використовується тільки на гнучких дисках або інших знімних носіях. Ця команда може стерти все на жорсткому диску комп'ютера.

### HELP
Дає допомогу щодо команд MS DOS.
(Gives help about DOS commands)
MS-DOS
- Команда' HELP дасть довідку по конкретній команді. Сама по собі вона перераховує вміст DOSHELP.HLP.
- В MS-DOS6.хх команда help використовує QBASIC, щоб переглянути файл QuickHelp help.hlp, який містить більш детальну інформацію про команди,а також гіперпосилання і т.д.

PC DOS
- PC DOS 5,6 команда help має такий самий вигляд як в MS-DOS 5.
- PC DOS 7.xx help використовує view.exe, щоб відкрити .INF файли (cmdref.inf, dosrexx.inf and doserror.inf), відкриваючи їх у відповідних сторінках.

DR-DOS
- У DR-DOS help - це пакетний файл, який запускає DR-DOS посилання на dosbook.

Microsoft Windows
- Усі версії Windows NT використовують подібну до DOS 5 help команду, версії-попередники VISTA також мають файли допомоги(NTCMDS.HLP або NTCMDS.INF), які є ідентичними до MS-DOS 6.

### LABEL
Змінює ярлик на логічному диску, таких як розділ жорсткого диска або дискети.

### LOADFIX
Забезпечує завантаження програми над першими 64К звичайної пам'яті і запускає програму.
LOADFIX [диск:][маршрут]Назва файлу [параметри_програми]

### MD/MKDIR
Команда створює каталог. Якщо корінна папка цього каталогу не існує, то вона буде створена.

### MEM
Відображає використання пам'яті. Команда здатна відображати розмір програми і стан пам'яті, що використовується,а також внутрішні драйвери.

### MEMMAKER
Починаючи з версії MS-DOS 6 ,додано розширену команду MemMaker, яка використовується для автоматичного звільнення системної пам'яті, переналаштовуючи AUTOEXEC.BAT та CONFIG.SYS. Це, як правило, робиться шляхом переміщення  програми TSR і драйверів до  верхньої пам'яті. Весь процес вимагає двох перезавантажень системи. Перед першим перезавантаженням користувач повинен підтвердити доступ до розширеної пам'яті, оскільки її використання вимагає додаткових 64Кб з верхньої пам'яті.Перший перезапуск запускає програму SIZER.EXE, яка оцінює кількість пам'яті,що необхідна для кожної TSR програми або драйвера. Потім MemMaker розраховує місце драйвера та TSR у верхній пам'яті і змінює AUTOEXEC.BAT і CONFIG.SYS відповідно, після чого перезавантажтаює комп'ютер вдруге. 

MEMMAKER.EXE і SIZER.EXE розроблені для Microsoft компанією Helix Software Company,але замінені починаючи з MS-DOS 7/Windows95. PC DOS використовує іншу програму RamBoost для оптимізації пам'яті.

### MODE
Налаштовує системні пристрої. Змінює графічні режими, регулює налаштування клавіатури, готує код сторінок і встановлює переадресацію порту

### MORE
Команда MORE розбиває текст так, що користувач може переглядати файли, які містять більше однієї сторінки тексту. More може використовуватись як фільтр. 

### MOVE
Переміщує файли або перейменовує каталоги. DR-DOS для відокремлення перейменовування використовує rendir.

### MSD
Команда MSD надає детальну технічну інформацію про апаратне і програмне забезпечення комп'ютера. MSD було введено в MS-DOS 6;, PC DOS версія цієї команди isQCONFIG. Вперше команда з'явилась в Word2, згодом у версії Windows 3.10. 

### PATH
Відображає або виконує пошук шлях до виконуваного файлу.

### PAUSE
Припиняє обробку пакетної програми і виводить повідомлення "Натисніть будь-яку клавішу для продовження...".   Ця команда існує у всіх версіях Microsoft Windows і має точно таку ж функцію, за винятком Windows 7. У Windows 7 просто припиняється виконання пакетної програми.

### PRINT
Команда PRINT додає або видаляє файли з черги виводу. Команду було введено в MS-DOS 2. До цього не було вбудованоъ команди для друку файлів. Користвувач використовував команду COPY для копіювання файлів до LPT1.

### RD/RMDIR
Видаляє каталог; за замовчуванням, для успішного завершення команди, каталог має бути порожнім. Команда deltree в деяких версіях MS-DOS і у всіх Windows 9x може видаляти непорожні каталоги.

### REN
Команда REN перейменовує файл. На відміну від move, ця команда не може бути використана для перейменування підкаталогів або перейменовувати файли іншого диску. Масові перейменування виконуються шляхом використання масок.

### SCANDISK
Утиліта для діагностики дисків. Scandisk був заміною для  Chkdsk , починаючи  пізніших версій MS-DOS. Її основні переваги в порівнянні з  CHKDSK  - це те, що є вона більш надійна і має можливість запуску сканування поверхні, яка знаходить і зазначає погані кластери на диску. Вона також представила point-and-click доступ TUI
chkdsk згодом підключив функції сканування та помітки кластерів, тому знову використовується на Windows NT.

### SET
Встановлює Змінні середовища. CMD.EXE в Windows NT 2000, 4DOS, 4OS2, 4NT, дозволяють пряме введення змінних середовища з командного рядка. Принаймні, Windows 2000  set  команда дозволяє переведення тексту в змінні, забезпечуючи тим самим можливість виконання цілочисельних арифметичних дій

### SETVER
SetVer це програма TSR призначена для повернення різних значень версії DOS під управлінням. Це дозволяє програмам, які призначені для певної версії DOS запускатись під іншим DOS. Setver з'явився у версії 4, і був у кожній версії DOS, OS / 2 і Windows NT з тих пір.

### SHARE
Встановлює підтримку для спільного використання файлів і блокування можливостей.

### SORT
Фільтр для сортування рядків у потоці вхідних даних і відправлення їх у вихідний потік. Подібно до команди sort в Unix. Обробляє файли розміром до 64k. Це сортування завжди чутливе до регістру.

### SUBST
Утиліта для відображення підкаталогу диска. Зворотній результат може бути досягнутим за допомогою команди JOIN.

### TIME
Відображає системний час і чекає, поки користувач введе новий час. Доповнює команду DATE.

### TREE
Розширена команда,що графічно відображає шлях до кожного каталогу та підкаталогів на вказаному диску. 
Синтакс: 
```
       
C:\> TREE
```

### TRUENAME
Команда TRUENAME розширює ім'я файлу, каталога або диску і виводить результат. Розшифровує скорочену форму до повної, яку розпізнає процесор. MS-DOS може знайти файли та каталоги за іменем без інформації про весь шляхх, якщо шуканий об'єкт знаходиться на шляху вказаному змінною середовища. Наприклд, якщо PATH включає C:\PROGRAMS і файл MYPROG.EXE десь в підкаталогах, тоді якщо MYPROG буде введений в командний рядок, процесор дасть в результаті C:\PROGRAMS\MYPROG.EXE. В цьому випадку
```
TRUENAME MYPROG
```

виведе
```
C:\PROGRAMS\MYPROG.EXE
```

### TYPE
Показує файл. Більш команда часто використовується в поєднанні з цією командою, наприкладtype long-text-file | more. Type може бути використана для об'єднання файлів (type file1 file2 > file3); Однак вона не буде працювати для великих файлів - замість неї в такому випадку використовуйте команду Copy.

### UNDELETE
Відновлює файл видалений раніше з del. За замовчуванням всі файли, що можуть бути відновлені, в робочому каталозі будуть поновлені; опції використовуються для зміни цієї поведінки. Якщо використовується програма TSR - дзеркало MS-DOS, а потім стерті файли відстеження створюються і можуть бути використані при відновленні.

### VER
Внутрішня команда DOS, яка повідомляє, яка версія DOS в даний момент працює. Відповідною командою, що повідомляє версію для Windows є WINVER.
Значення, що повертаються
- MS-DOS до версії 6.22, як правило, успадковують версію DOS з ядра DOS. Це може відрізнятися від тексту, що друкується при запуску.

21:43:17	
- PC DOS, як правило, успадковують версію з вбудованого рядка в command.com (так PC DOS 6.1 command.com повідомляє версію як 6.10, хоча ядро є версії 6.00).
- DR-DOS повідомляє будь-яке значення змінної звіту середовища OSVER.???
- OS/2 command.com повідомляє внутрішній рядок, з OS/2 версією. В основі тут лежить ядро 5.00, але змінене, щоб повідомити x0.xx (де x, xx є версія OS/2).
- Windows 9x command.com повідомляє текст зсередини command.com. Збірка версії (наприклад, 2222), також виводиться звідти
- Windows NT command.com звітує будь-який рядок 32-розрядного процесора (4NT, CMD), або при деяких навантаженнях, MS-DOS, 5.00.500 (для всіх збірок). Основоположне ядро повідомляє 5.00 або 5.50 в залежності від переривання. Команди MS-DOS 5.00 виконуються без змін на NT.
- Команда WinVer зазвичай відображає діалогове вікно Windows, показуючи версію з якоюсь інформацією, отриманою від оболонки. У Windows до "Windows для робочих груп 3.11" WINVER, що запускається з DOS, повідомляє вбудований рядок у winver.exe

### VERIFY
Включає або відключає функцію, щоб визначити, чи файли були правильно записані на диск. Якщо параметр не вказаний, команда відобразить поточне значення.

### XCOPY
Копіює дерево каталогу повністю. Xcopy — це версія команди копіювання, яка може переміщувати файли та каталоги з одного місця в інше.